# ジョゼフ・ビオンド
ジョゼフ・ビオンド(Joseph Biondo, 1897年4月16日 - 1966年6月10日)
は、ニューヨークのマフィア組織（コーサ・ノストラ）の幹部で、ガンビーノ一家の副ボスを務めた。本名ジュゼッペ・ビオンド。ニックネームはジョー・バンディ。生涯を通じて2度、大物マフィアボスの暗殺に関わった。

## 来歴

### 初期
シチリア島バルチェッローナ・ポッツォ・ディ・ゴット生まれ。1898年一家で渡米し、ニューヨークに定住したi。イースト・ヴィレッジに住み、父が酒場を経営した。1919年、麻薬所持で捕まった。
若い頃シチリア系マフィアのサルヴァトーレ・ダキーラ一家（現ガンビーノ一家）のウンベルト・ヴァレンティのグループに属した。1922年、ダキーラ派とモレロ・テラノヴァ派間の抗争でヴァレンティが殺されたのと同じ年に、ビオンドも路上の決闘に関わり、殺人罪で捕まっている。ラッキー・ルチアーノとはイースト・ヴィレッジ界隈の幼馴染で、若い頃一緒にスリなどをやっていた。
1927年頃までにダキーラ一家のメンバー入りをした。イースト・ヴィレッジで強請ギャング団を率い、小柄だったが武闘派で、周囲に恐れられた。付き合いのある仲間にフランク・スカリーチェ、ニコラ・ジェンタイルらがいた。1925年結婚し、1927年に国籍を取得した。

### カステランマレーゼ戦争
ダキーラ暗殺に続くカステランマレーゼ戦争では中立だったが、ヴィンセント・マンガーノと行動を共にし、最後はサルヴァトーレ・マランツァーノ陣営に鞍替えした。1931年、ジョー・マッセリアとの争いを制したマランツァーノはフランク・スカリーチェをマンガーノ暗殺を条件に旧ダキーラ一家ボスに据えたが、スカリーチェは暗殺を果たせずビオンドに相談した。ビオンドは、マンガーノやルチアーノに相談し事態の収拾を図った。マランツァーノはその年9月に殺されたが、その暗殺謀議に関わったと信じられている。

### マンガーノ一家幹部
ルチアーノの五大ファミリー再編では、マンガーノ一家（現ガンビーノ一家）に幹部として配属になった。1930年代までにクイーンズのジャクソン・ハイツに転居した。19'30年代、タクシー会社の組合強請ギャングを率い、1938年、トーマス・デューイの捜査チームにより暴行・強請で検挙された。

### 麻薬密輸
1942年春、イタリアのルチアーノを訪問したが、ミラノで警察に尋問された。警察は何の証拠も得られなかったが、ルチアーノはビオンドにヘロイン密輸屋を紹介した。以後、何度もイタリアに飛んではルチアーノと接触した。麻薬密輸の監督を任され、北米の麻薬の上りをイタリアへ運んでいたと信じられている。1950年代初期、インターポールの麻薬犯罪者リストに載った。1951年、アブナー・ツヴィルマンらと共に上院の犯罪調査委員会に召喚されるが特に何も告発されなかった。1958年、連邦麻薬捜査局FBNが、シチリア在住のニコラ・ジェンタイルのビオンド宛手紙を押収し、ジェンタイルから麻薬取引の情報を引き出した。

### 副ボス時代
1957年10月、アルバート・アナスタシアの死で実権を握ったガンビーノにより副ボスに据えられた時はガンビーノと共に一家の最古参だった。アナスタシアに忠誠に仕えながらガンビーノに通じ、一説には、アナスタシア暗殺チームを作ったとされる（ステファン・アルモネ、アーノルド・ウィッテンバーグ、ステファン・グラマーウタの3人とされる）。マフィアの内幕を暴露したジョゼフ・ヴァラキの証言をはじめ、アナスタシア暗殺に協力した報償に副ボスの座を得たという見方が多い。
表向きは不動産ブローカーで、マイアミのナイトクラブや自動車会社なども所有していた。副ボス時代は、一家の収入をピンハネしていたとも、麻薬密輸を止めなかったとも言われ、ガンビーノの信頼を失った。1965年頃、副ボスの座をアニエロ・デラクローチェに奪われ、兵隊に格下げになった。晩年フロリダのハレンダールのサウスオーシャンドライブの別荘に住んだ。1950年代後半から病気がちで、1966年、病死した。

## エピソード
- 1931年7月4日、ルチアーノ、トーマス・ルッケーゼと共にクリーヴランドでボクシング試合を観戦した。リングサイドで観ていたところ、突然警察がやってきて15ラウンドを見ないまま連行され、尋問を受けた[2][7]。